# Elmira Jackals
Gli Elmira Jackals sono stati una squadra di hockey su ghiaccio statunitense con sede ad Elmira, New York. Sono stati membri dell'United Hockey League dal 2000, anno di fondazione, al 2007, e successivamente dell'ECHL, fino al 2017, anno di scioglimento. La compagine giocava le sue partite di casa alla First Arena.

## Giocatori celebri
- Louie Caporusso
- J. D. Forrest
- Derek Hahn
- Riku Helenius
- Paul Manning
- Craig Rivet
- Marc St. Jean
- Kevin Quick